# 遠照寺
遠照寺（おんしょうじ）は、長野県伊那市高遠町山室にある日蓮宗の寺院。山号は妙朝山。牡丹寺として知られる。釈迦堂と堂内の多宝小塔は重要文化財。旧本山は、身延山久遠寺。潮師法縁。

## 歴史
寺伝によれば最澄が東国教化のために伊那谷を通った折りに（詳しくは『叡山大師伝』）教えに浴し、弘仁11年(820)（1955年文部省による解体調査修理の折り、屋根裏より「弘仁十一年薬師堂建之」の矢羽根が発見された）現在の釈迦堂の場所に前身である薬師堂が建てられた時が草創とされる。伝承では、最澄自作の漆黒の薬師如来を安置したという。以来、天台宗寺院として発展し、天福元年（1233年）現在地より1キロメートルほど南、原妙堂の地に天台宗谷室山天福寺が開かれた。『三義村誌』には「碩徳名僧相継ぎ諸人の渇仰最も盛んにして輜素の精髄之に集まり近郷最稀なる著名の巨刹にして二百四十一年を経るも、文正六年十一月伽藍悉く祝融の厄に遭ふ。然るに、文明五年（1473）身延山11世行学院日朝上人、この地に駐錫を垂れ住僧権律師某を教誡す。師本化の慈光に浴し豁然として改宗し名を日用と賜わり遠照寺第1世として、道場を薬師堂の許に創し一寺を建立し、日朝上人を開山と仰ぎ日蓮宗妙朝山遠照寺を開く」（要約）とある。
2019年7月、三年余に渡る日蓮宗宗門史跡調査により、釈迦堂は日蓮宗「宗門最古の法華堂」として認定され、境内全域が「宗門史跡」の指定を受ける。
これまで釈迦堂の建立は、1955年の文部省による解体調査修理の折りに須弥壇壇腹裏板、来迎壁裏面に発見された墨書から天文7年（1538年）とされて来たが、今般の調査において、新築建物に落書きがされるはずはなく、堂内多宝塔が文亀2年（1502年）であること、新たに発見された明応5年（1496年）朝師堂建立の墨書（朝師堂前机内墨書）等により、建立年代は40年以上さかのぼり、文明6年（1474年）から明応4年（1495年）の間と改められた。
近年は牡丹の名所（180種類2000株）として知られ、花の時期（5月中旬～6月初旬）には多くの参拝者が訪れる。
2020年、薬師堂建立から数えて開創1200年を迎え、「いのちに合掌(いのりを)」に加え新たに「美しい山里の寺づくり」を掲げ、境内伽藍の整備、地域と共に生きる開かれた寺づくりへの取り組みがはじめられている。

## 文化財

### 重要文化財
- 釈迦堂（附 多宝小塔）

1930年（昭和5年）5月23日、旧国宝（現行法の重要文化財に相当）に指定。附指定の多宝小塔は1955年（昭和30年）2月2日追加指定。
釈迦堂は方3間、一重、入母屋造、向拝一間付き、銅板葺で、西面する。2020年日蓮宗最古の法華堂に指定。文明6年（1474年）から明応4年（1495年）の間の建立。宗門史跡調査委員会の調査により天文7年（1538年）建立説は改められる。15世日耀上人に至るまで釈迦堂を本堂として充てるが、後に本堂を別に建立する。大仏様が見られる東端の仏堂になる。
堂内の多宝小塔は、三間多宝塔、瓦棒入板葺。心柱に以下の墨書がある。正面（西側）「地頭藤沢遠江守御代々官比丘尼妙因 生年 六十四」。南面 「文亀2年壬戌二月二十三日始之六月一日建立畢」。背面「吉田原豊前守法名円妙ーー遠照寺住正行房日周ーー大工鉾持住池上左衛門太夫政清ーー」。北面「奉造立処之宝塔者遠尋在世現本巳之中間顕証ーー」。『三義村誌』には「金銀五色の彩色を施し實に精緻荘厳を極め地方之に冠たるものなしと云」とある。長野県最古の多宝塔。

### 市指定有形文化財
- 七面堂 - 永正3年(1506)厨子の墨書、建物は享保年間等数回の修復・改修を経て現在に至る。江戸時代の美麗な総絵天井。
- 鰐口・陣太鼓　織田軍高遠城攻略の際の遺留品。鰐口には飛騨高山大神宮御宝前鰐口、文明十五年（1483年）室宗忍信女の銘。陣太鼓は征夷大将軍坂上田村麻呂が蝦夷征伐戦勝のお礼に諏訪神宮寺(明治の廃仏毀釈で解体廃寺)普賢堂に奉納した太鼓と伝えられる。

### 市指定名勝
- 庭園 - 鶴亀合掌（いのり）の庭。遠州流。江戸時代初期の造園と推定され、蓬莱山を表現する亀島中心石、亀頭石、亀脚石など実に巧みに石組みされ、県内においても最も美しい亀島（小口基實整備改修記）とされる。1990年12月11日　岡谷市の小口基實により、江戸初期の石組み手法に基づき、京都南禅寺金地院の小堀遠州作鶴亀の庭園（特別名勝）を参考に、亀島石組みはそのままに、新たに鶴石組み、蓬莱岩頭、中央奥の三尊石を中心に玉礀式の滝石組を置く枯山水式の現在の形に整備改修された。

### 日蓮宗宗宝
七面天女尊像、多宝塔附四天王像、朝師堂御前机、七面堂経机、日朝・日意・日伝 三幅対曼荼羅本尊、日朝曼荼羅本尊、日脱曼荼羅本尊、日省曼荼羅本尊、日亨曼荼羅本尊、日裕一遍首題、日現一遍首題、日耀曼荼羅本尊、日潮書

## 伽藍
- 山門
- 鐘楼堂
- 本堂
- 釈迦堂
- 朝師堂
- 七面堂
- 庫裏
- 土蔵

## 画像

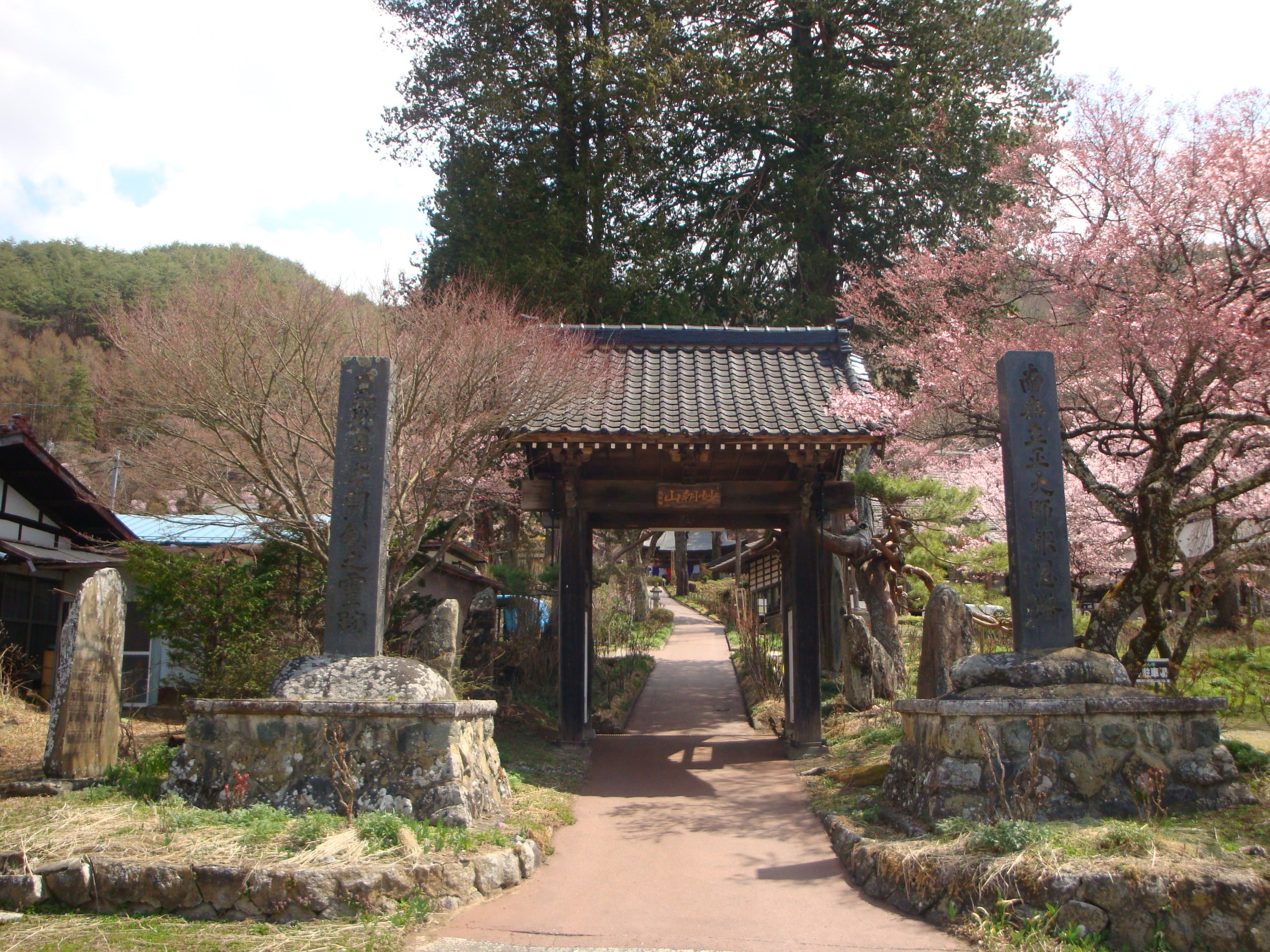
山門
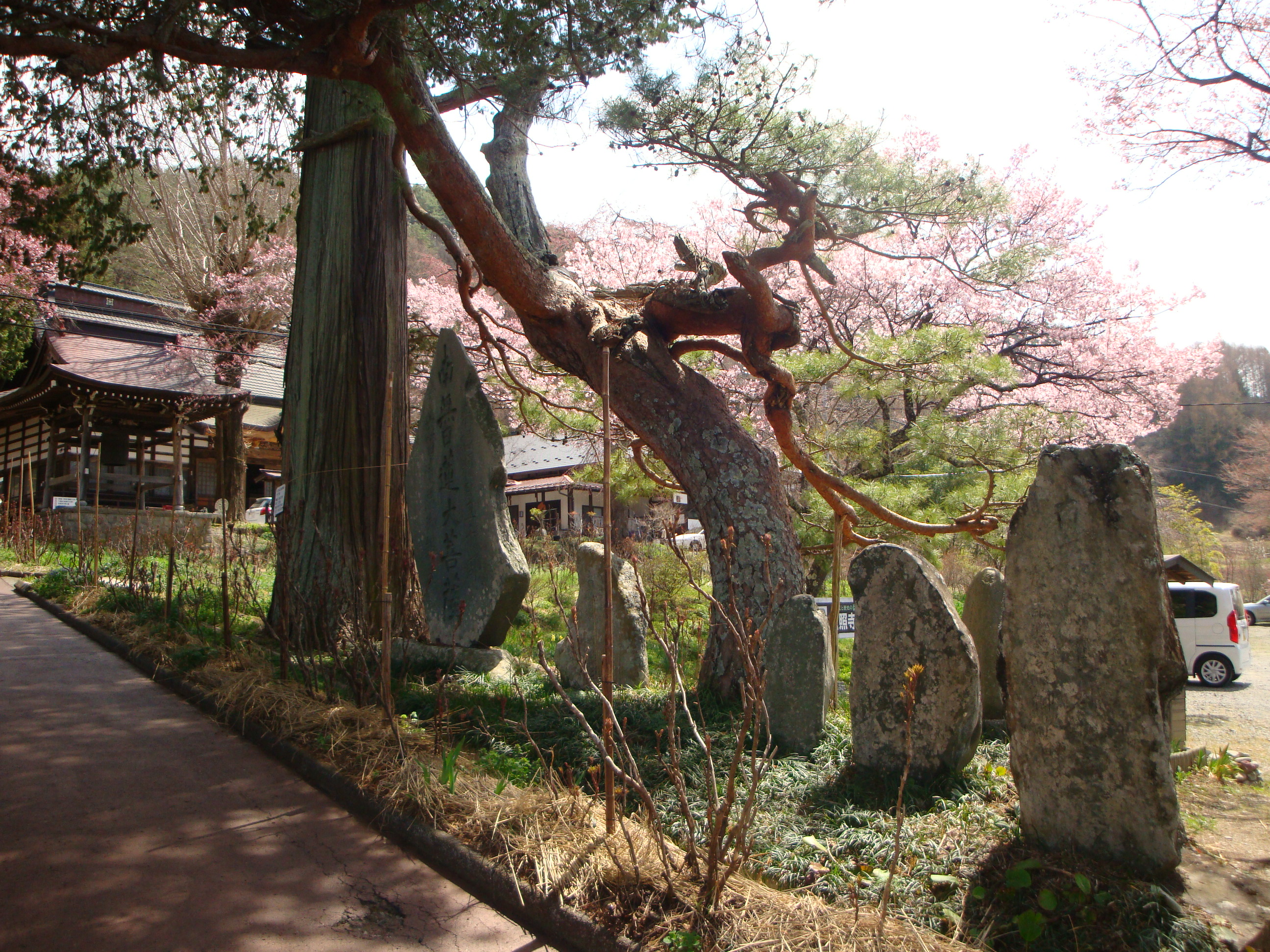
石碑と老木
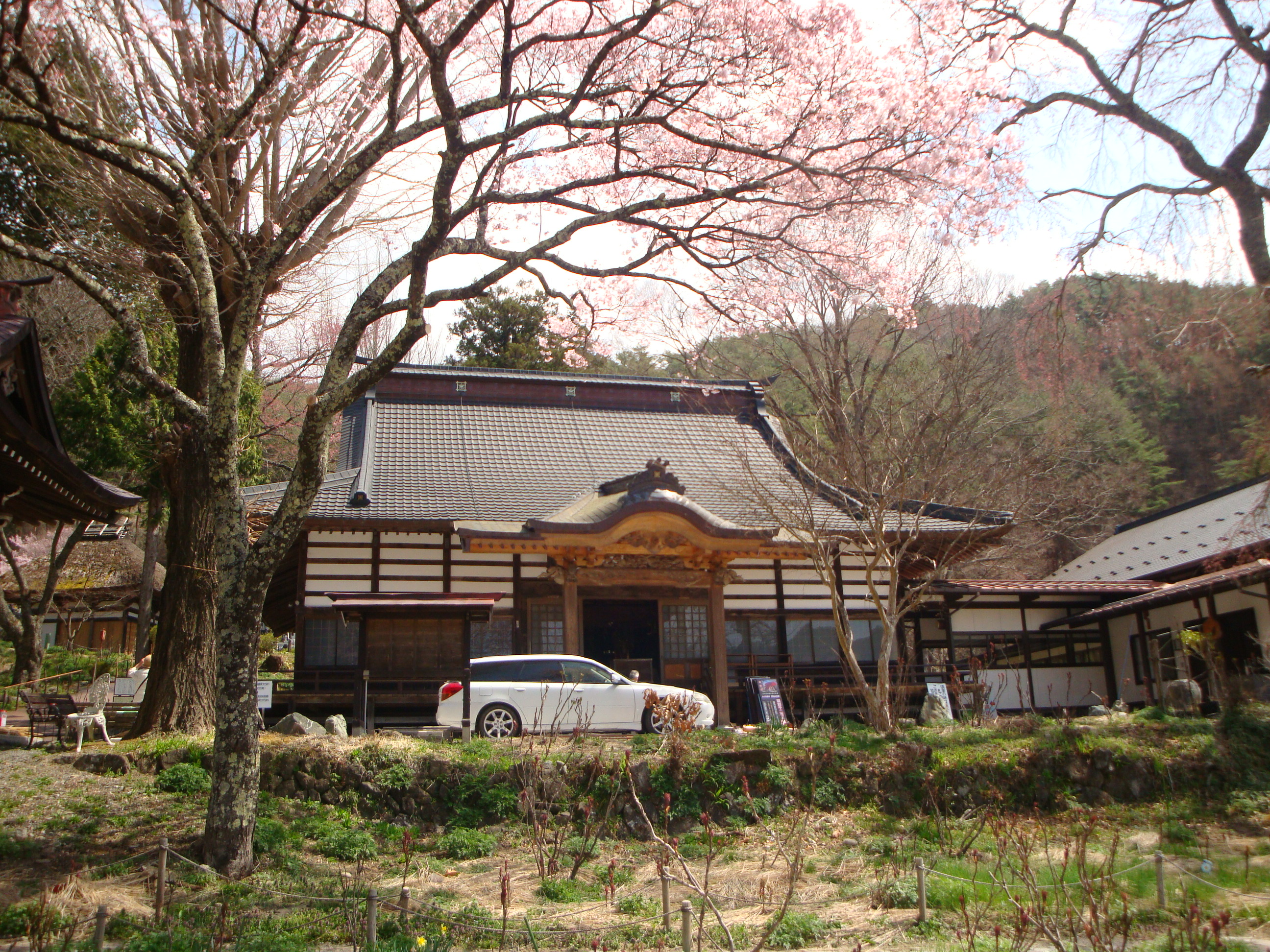
本堂
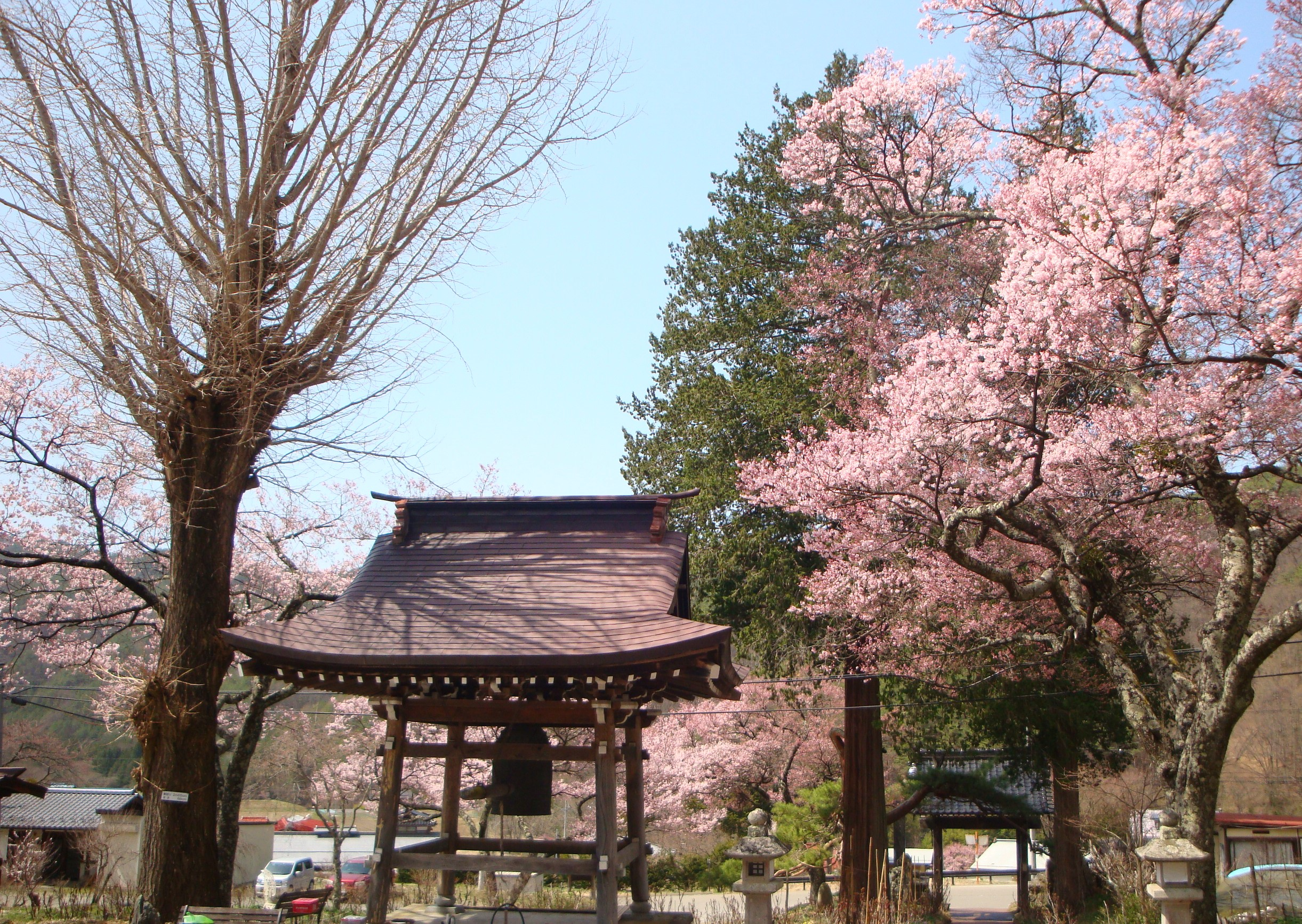
鐘楼
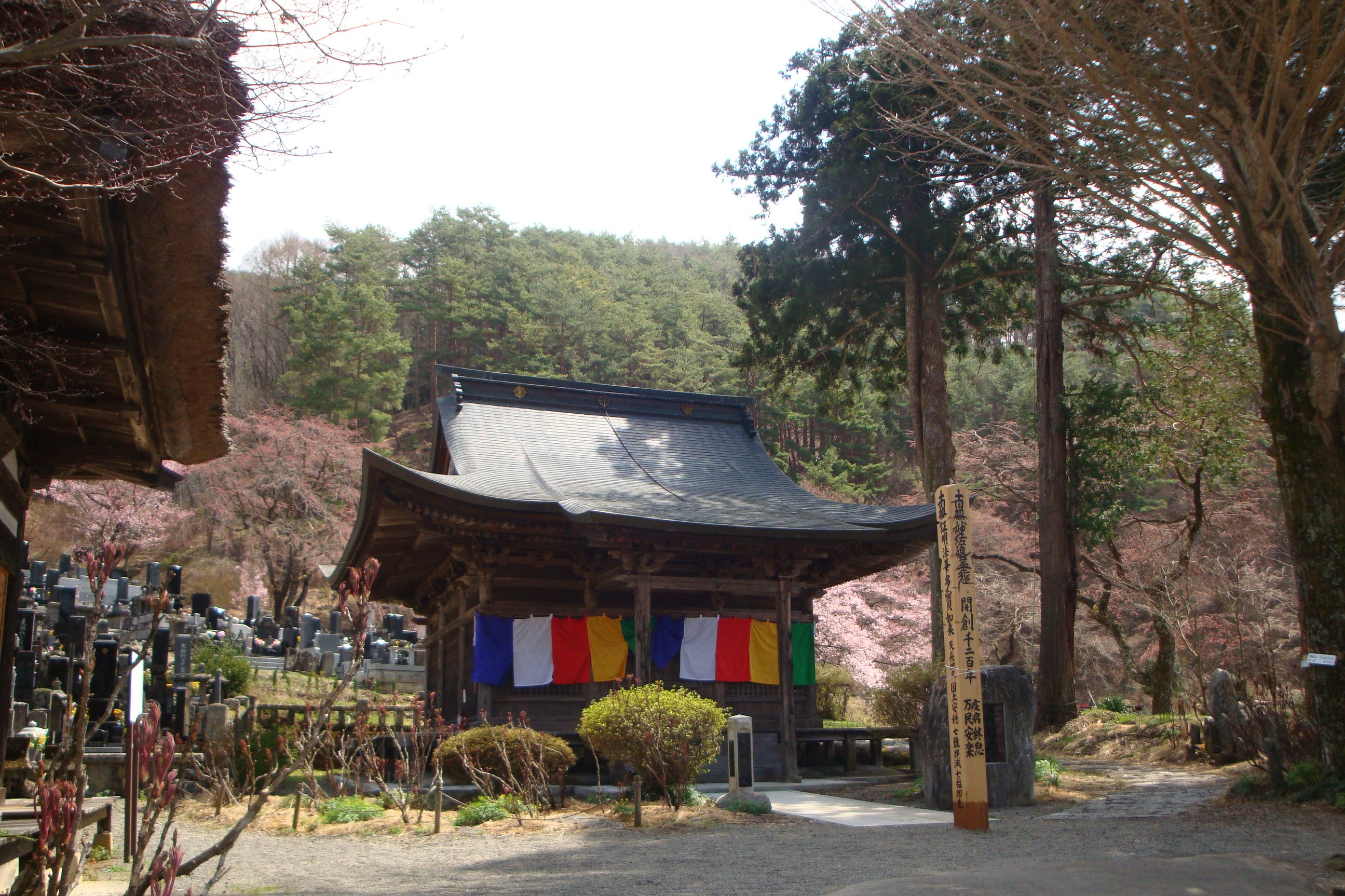
釈迦堂
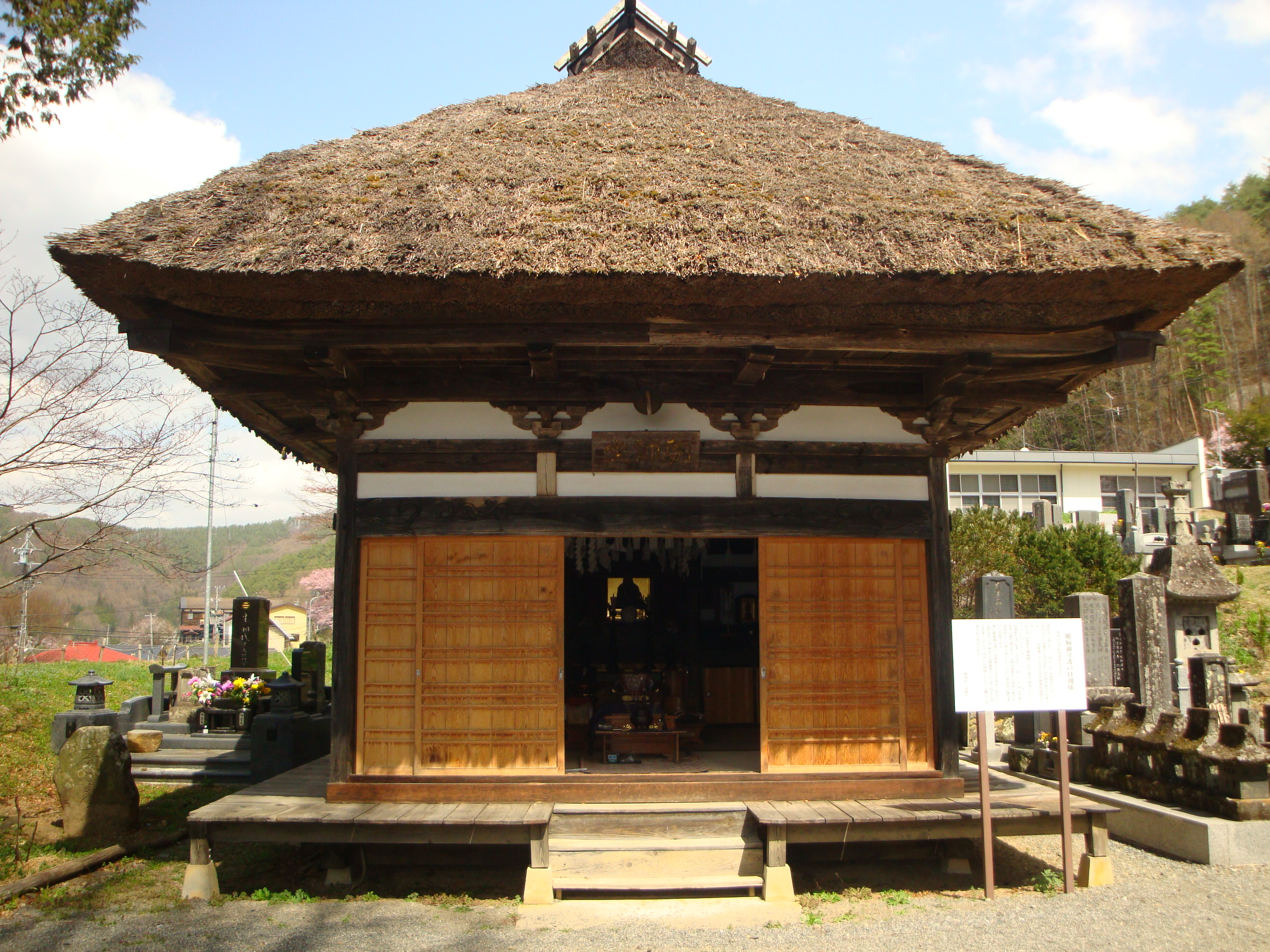
朝師堂
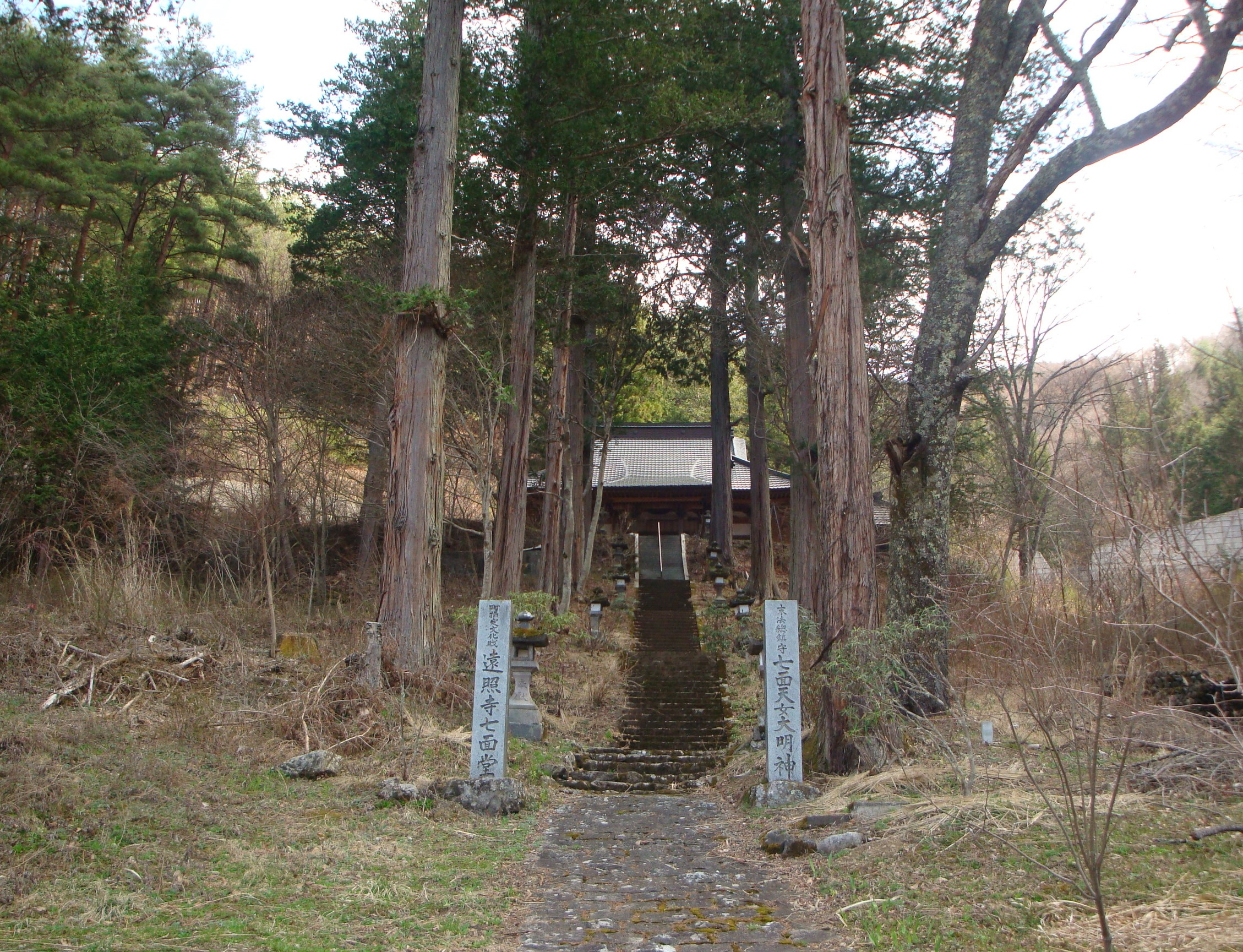
七面堂